# Ford Bond
Ford Bond (ur. 23 października 1904, zm. 15 sierpnia 1962) – amerykański spiker radiowy.

## Wyróżnienia
Posiada swoją gwiazdę na Hollywoodzkiej Alei Gwiazd.